# Пономаренко Ілля Олександрович
Ілля Пономаренко (нар. 25 лютого 1992, м. Волноваха, Донецька область) — український журналіст, військовий репортер та оборонний аналітик. У січні 2023 року, враховуючи його видатну роль у висвітленні конфлікту, журнал Der Spiegel назвав його «ймовірно, найвідомішим українцем після президента Володимира Зеленського».

## Життєпис
Пономаренко народився і виріс у Волновасі, навчався в Маріупольському державному університеті. За його словами, він вивчав міжнародні відносини в Маріуполі, коли місто було окуповане в 2014 році силами, підтримуваними Росією. У цей період він почав робити репортажі про зіткнення для радіо BBC. Раніше він писав для Kyiv Post, але після раптового переформатування та тимчасового закриття видання у листопаді 2021 року Пономаренко був серед команди журналістів, які заснували Kyiv Independent. 
Невдовзі після повномасштабного російського вторгнення в Україну кількість підписників Пономаренка в Твіттері перевищила мільйон, оскільки багато хто шукав інформацію з місця подій у перші дні вторгнення; Der Spiegel писав, що «для людей по всьому світу він став найважливішим хронікером війни в цей період». Відтоді його регулярно цитують міжнародні ЗМІ, а також він пише перекладені авторські статті, наприклад, для норвезького видання Афтенпостен. 
Пономаренко покинув Kyiv Independent у 2023 році. У 2024 році у видавництві Bloomsbury Publishing вийшла англійською мовою його книга «I Will Show You How It Was: The Story of Wartime Kyiv» про битву за Київ на початку повномасштабного вторгнення.